# Organización de la Organización de los Estados Americanos
Según la Carta de la OEA, las instancias consultivas y políticas son:
- Asamblea General, que es el órgano supremo de la OEA. Integrado por los Estados miembros, con derecho a un voto cada uno.
- Reunión de Consulta de Ministros de Relaciones Exteriores, que se celebra con el fin de considerar problemas de carácter urgente y de interés común para los Estados americanos, y para servir de Órgano de Consulta.
- Consejo Permanente de la OEA Es el consejo político de la organización, con las facultades del caso  y las de Órgano de Consulta provisional del TIAR.
- Consejo Interamericano para el Desarrollo Integral (CIDI)
- Comité Jurídico Interamericano (CJI);
- Comisión Interamericana de Derechos Humanos(CIDH), que depende de la Asamblea General

Otros organismos importantes son
- Los Consejos,
- Secretaría General de la OEA
- Conferencias Especializadas, y
- Organismos especializados:
  - Organización Panamericana de la Salud (OPS 1902, organismo especializado de la OEA desde 1950)
  - Instituto Interamericano del Niño (IIN 1927, organismo especializado 1949)
  - Instituto Panamericano de Geografía e Historia (IPGH 1928 organismo especializado 1949)
  - Comisión Interamericana de Mujeres (CIM 1928, organismo especializado 1953)
  - Instituto Indigenista Interamericano (III 1940, organismo especializado 1953)
  - Instituto Interamericano de Cooperación para la Agricultura (IICA 1942, organismo especializado 1949)

- Otras Entidades y Organismos
  - Comisión Interamericana para el Control del Abuso de Drogas - CICAD
  - Comisión Interamericana de Telecomunicaciones - CITEL
  - Comité Interamericano Contra el Terrorismo - CICTE
  - Comité Interamericano para la Reducción de Desastres Naturales
  - Centro de Estudios de Justicia de las Américas - CEJA
  - Tribunal Administrativo
  - Fundación Panamericana para el Desarrollo
  - Junta Interamericana de Defensa - JID
  - Comité Interamericano de Puertos
  - Junta de Auditores Externos

- Datos: Q5679750